# Лучшая телекомпания (приз КХЛ)
Приз «Лучшая телекомпания» — трофей Континентальной хоккейной лиги, вручаемый Лигой по окончании сезона лучшей региональной телевизионной компании, рассказывающей и показывающей матчи КХЛ.

## Победители
| Сезон     | Компания                        | Город, страна                                            |
| --------- | ------------------------------- | -------------------------------------------------------- |
| 2011/2012 | ОРТРК «12 канал»                | Омск, Россия                                             |
| 2010/2011 | 100ТВ                           | Санкт-Петербург, Россия                                  |
| 2009/2010 | LTV7                            | Рига, Латвия                                             |
| 2008/2009 | Татарстан — Новый век НТМ 100ТВ | Казань, Россия Ярославль, Россия Санкт-Петербург, Россия |